# Mevleviorden

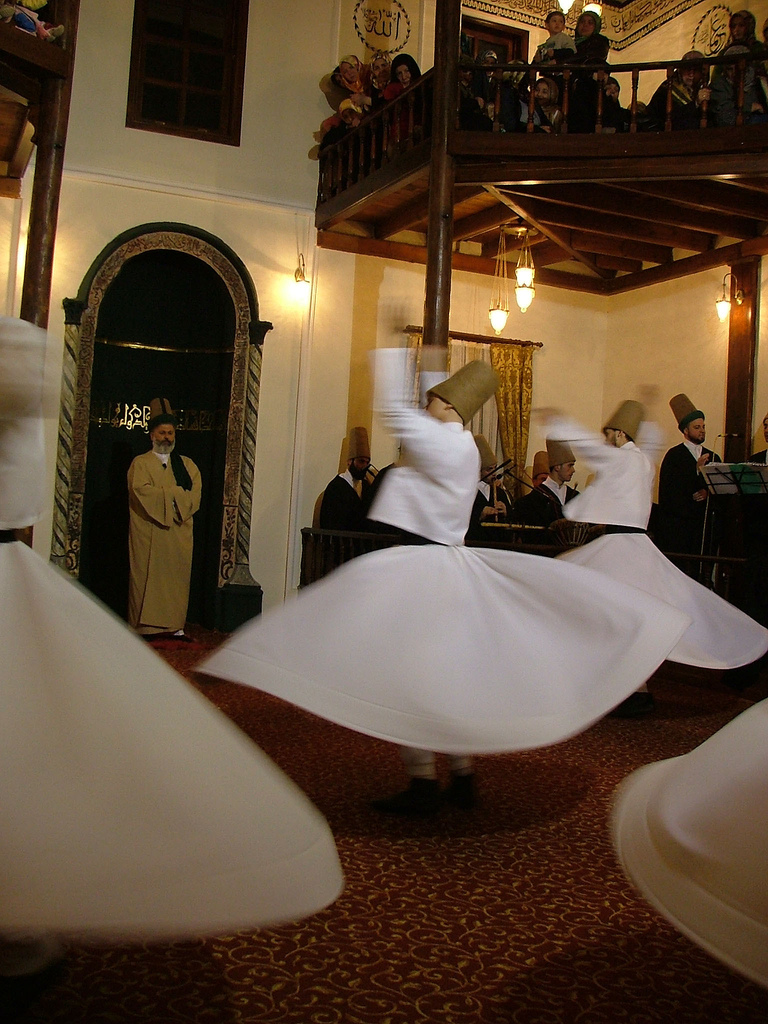
Dervischer som tillhör Mevlevi-orden

Mevleviorden (turkiska: Mevlevîlik, osmansk turkiska: مولويه Mevleviyye) är den sufiska orden som grundades av Sultan Walad i Konya, en persisk poet, jurist och teolog, och som bär vidare arvet efter sufin Jalal al-din Rumi.

## Historik
Mevleviorden är en inflytelserik muhammedansk dervischorden, stiftad på 1200-talet av persiske skalden-mystikern Jalal al-din Rumi (född 1207, död 1273), efter vars binamn Mevlana ("vår herre") den uppkallats. Denna munkordens syfte är gudomens förhärligande genom meditation och åkallan samt genom vissa ceremonier, vilka skola bildligt framställa sufismens läror. När till exempel dervischerna på ett i detalj noga reglerat sätt dansa i krets omkring överste scheiken (ordensgeneralen), är detta en bild av människoandens kretsande kring det gudomliga ljuset. Ordens huvudsäte är staden Konia i Mindre Asien, varifrån dithörande munkar företar täta och vidsträckta missionsresor.